# Sant Iscle i Santa Victòria de la Massana
Sant Iscle i Santa Victòria és una església de grans dimensions de la Massana, Principat d'Andorra d'arquitectura religiosa d'època barroca, datada en el segle xvii. No es coneixen les traces d'èpoques anteriors així com la data de la seva consagració.

## Descripció
A la portalada d'accés es troba la data de 1622, que marca l'inici d'una etapa de reformes. És un edifici d'una sola planta, força ampla, amb dues capelles laterals i una capçalera monumental rectangular, tot cobert amb volta de canó. Al costat nord sobresurt a l'exterior el volum de la capella de la Mare de Déu del Roser, datada de 1677.
La coberta de la nau és a dues aigües, la de les capelles laterals del costat sud a un sol vessant, i la del campanar a quatre aigües. Totes, de llosa de llicorella.
A les reformes d'època barroca cal sumar-hi dues reformes d'època contemporània. En la primera a l'inici del s. XX es va reformar el campanar i ampliar el flanc nord, i es van cobrir els espais interiors amb volta de mig punt. També es va decorar l'interior imitant un aparell monumental, seguint els gustos de l'època. En la segona reforma del final dels anys 50 s'amplia pel flanc nord, s'aixeca la coberta i s'obren quatre ulls de bou per banda, sobre les capelles laterals. També es reforma la porta d'accés al temple, aixecant-la i protegint-la amb un porxo.
La façana principal, orientada a l'oest, presenta la portalada coberta amb un porxo de dues aigües i un òcul sobre d'aquest. Al costat nord hi ha adossat el campanar de torre, amb diverses obertures d'espitllera a la part baixa i al darrer pis una obertura d'arc de mig punt a cada costat. Tot l'edifici està arrebossat amb morter.
L'interior del temple és d'una sola nau, força ampla, amb dues capelles laterals a cada costat i una capçalera rectangular monumental a l'absis, tot cobert amb volta de canó. Al costat sud de la capçalera trobem una petita sala on es conserva una pica per emmagatzemar oli. Als murs, amb el morter original, hi queden vestigis dels comptes parroquials en forma d'esgrafiats. A l'altre costat de la capçalera hi ha la sagristia. Als peus de la nau trobem el cor de fusta al qual s'accedeix per unes escales situades dins el campanar.
L'església conserva al seu interior cinc retaules. A la capçalera de la nau trobem l'altar major, un dels més grans del Principat, dedicat a Sant Iscle, datat de mitjans del segle xvii. Restaurat l'any 2003, està format per una predel·la, tres cossos (els dos primers de cinc registres i el darrer de tres), i un àtic.
A les capelles laterals de la nau central, situats de manera simètrica, es troben els altres quatre retaules. Tots ells realitzats entre finals del segle xvii i a mitjan segle xviii. El primer del costat sud és el de la Mare de Déu del Roser, el següent és el de Sant Antoni de Pàdua. A l'altre costat trobem primerament el dedicat a la Mare de Déu del Carme, restaurat el 1997, i el següent, dedicat a Sant Isidre Llaurador. Tots són de dimensions similars i estan formats per predel·la (a excepció del de la Mare de Déu del Carme), dos cossos de tres carrers i un àtic. A l'altar també trobem una creu processional barroca, de fusta daurada, restaurada l'any 2003.